# Erlau (Walsdorf)
Erlau ist ein Gemeindeteil der Gemeinde Walsdorf im oberfränkischen Landkreis Bamberg in Bayern.

## Geografie
Das Dorf liegt ungefähr acht Kilometer südwestlich der Domstadt Bamberg. Er zählt knapp 550 Einwohner. Er wird in fränkischer Mundart auch als „Erddl“ bezeichnet. Die Ortschaft liegt 269 m ü. NN im Tal der Aurach, die in der Gemeinde Oberaurach im Steigerwald entspringt und bei Pettstadt in die Regnitz mündet.
Nachbarortschaften sind Mühlendorf im Osten, Kreuzschuh im Süden, Walsdorf im Westen, sowie Weipelsdorf im Norden.

## Geologie
Geologisch liegt Erlau im Keupergebiet, das aus dem Trias stammt und somit im Süddeutschen Schichtstufenland, das durch die Entstehung des Rheingrabens hervorgerufen wurde.

## Geschichte

### Weltliche Geschichte
Erstmals urkundlich erwähnt wurde der Ort im Jahre 1303 im Lehenbuch des Hochstifts Würzburg in Oberfranken unter den Bischöfen Andreas von Gundelfingen (1303–1317) und Gottfried III. von Hohenlohe (1317–1322). Hierbei wurde der Ort als „Erel“ bezeichnet, was Zur Erle bedeutet und an die einst sumpfigen Gebiete der Aurach erinnert, die oftmals mit Erlen bewaldet waren. Während des Mittelalters und der frühen Neuzeit gehörte Erlau zur fränkischen Reichsritterschaft und zwar zum Ritterkanton Steigerwald. In der ältesten Bildkarte, die vom Würzburger Hofmaler Martin Seger 1575 angefertigt wurde, wird der Ort schon als „Erla“ bezeichnet. Großes Aufsehen erregte es, als 1771 eine Diebes- und Räuberbande, auch „Erlauer Wirt Georg Kühn alias Johann Christoph Meyer und seine Diebesbande“ genannt, zu Hoheneich verurteilt und hingerichtet wurde. In den folgenden Jahrhunderten übten vier Grundherren die Herrschaft als Kondominat über das Dorf aus. Ende des 18. Jahrhunderts waren dies:
- Freiherr von Crailsheim zu Walsdorf (evangelisch-lutherisch)
- Freiherr von Münster zu Lisberg (katholisch)
- Freiherr Marschalk von Ostheim zu Trabelsdorf (katholisch)
- Freiherr Löffelholz von Colberg (evangelisch)

Bis zur Säkularisation 1802 gehörte Erlau zum Zent Hoheneich im Hochstift Würzburg. Der Sitz des Gerichts lag in der Gemarkung Walsdorf, nahe dem heutigen Hetzentännig. Die Freiherren von Crailsheim hatten das sogenannte Einfang- und Auslieferungsrecht. Seit dem Reichsdeputationshauptschluss von 1803 gehört der Ort zu Bayern und war eine eigene Gemeinde.
Der Zweite Weltkrieg ging nicht spurlos an Erlau vorüber. Als am 13. April 1945 die US-Amerikaner mit dem 3. Bataillon den Ort eingenommen hatten und in Richtung Mühlendorf weiterzogen, entdeckten sie am sogenannten Ruhsteinsberglein ein Lager mit zehn Goliath-Sprengpanzern. Beim unsachgemäßen Hantieren explodierten zwei Goliaths und töteten zwei amerikanische Soldaten und verwundeten zwei weitere.
Am 1. Mai 1978 wurde die Gemeinde Erlau mit etwa 2,6 Quadratkilometer Fläche im Zuge der Gebietsreform in Bayern nach Walsdorf eingegliedert. Der von 2002 bis 2020 amtierende Bürgermeister der Gemeinde Walsdorf, Heinrich Faatz (CSU), kommt jedoch aus Erlau.

### Konfessionelle Spaltung
Die Reformation führte zur konfessionellen Spaltung zwischen Protestanten und Katholiken. Die Protestanten orientierten sich nach dem evangelischen Walsdorf, die Katholiken nach dem katholischen Mühlendorf. Die religiöse Spaltung hatte im Jahre 1879 mit dem sogenannten Kirchweih-Streit ihren Höhepunkt erreicht, bei dem Katholiken und Protestanten uneinig über den Zeitpunkt der Kirchweih waren. Nach Jahren versöhnte man sich wieder. Erlau gehört zwar politisch zur Gemeinde Walsdorf, kirchlich jedoch zur Pfarrei Stegaurach.

### Einwohnerentwicklung
Durch etliche Neubauten und Zuzüge in den letzten Jahren konnte sich die Einwohnerzahl steigern.
- 1818: 114
- 1950: 220
- 1961: 190
- 1995: 439
- 1997: 450
- 1998: 449
- 1999: 446
- 2000: 467
- 2001: 466
- 2002: 473
- 2003: 464
- 2004: 472
- 2005: 489
- 2006: 512
- 2007: 501
- 2008: 491
- 2009: 511
- 2010: 531
- 2011: 516
- 2012: 545

### Vereine
- Die Freiwillige Feuerwehr Erlau wurde 1877 gegründet und 2007 ins Vereinsregister eingetragen. Sie ist der größte Verein im Ort und besitzt ein Feuerwehrhaus.
- Der Stammtisch Unter Uns wurde 1896 gegründet und hat sein Vereinslokal in der einzigen Gastwirtschaft des Ortes.
- Der Fußballstammtisch Erlau, kurz FST Erlau wurde 1978 gegründet und ist dem Sportverein Walsdorf angeschlossen. Er pflegt das Fußballspiel in der Freizeit und spielt gegen andere Stammtisch-Mannschaften.

### Veranstaltungen
- Johanni-Feuer des FST Erlau Mitte Juni
- Kellerfest der Freiwilligen Feuerwehr im Hochsommer
- Kirchweih am 2. Sonntag im Oktober

## Wirtschaft und Infrastruktur

### Wirtschaft
In den vorigen Jahrhunderten waren die meisten Einwohner in der Land- und Forstwirtschaft tätig. Seit 1813 gab es eine Brauerei mit dem Namen Brauerei Kiessling. 1930 kam die Holzbau-Firma Übel hinzu und 1949/50 wurde gegenüber das Sägewerk am Weinbach erbaut. 1996 stellte die Brauerei, die nach dem Verkauf 1991 unter dem Namen Erlauer Bierspezialitäten braute, ihre Produktion ein; das alte Brauhaus wurde 2006/2007 abgerissen. Im Jahr 1998 wurde das Sägewerk nach einem Großbrand geschlossen und ebenfalls abgerissen. Auf dem Gelände entstand 2002 das Neubaugebiet Weinbach.

### Straße
Erlau liegt an der Staatsstraße 2276, welche Stegaurach im Osten mit der Gemeinde Oberaurach im Westen verbindet. Zusätzlich führt von Erlau eine schmale Gemeindestraße ins 1 km südlich gelegene Kreuzschuh.

### Straßenverzeichnis
- Altes Sägewerk
- An der Aurach
- Erlenweg
- Kellerberg
- Kreuzschuher Straße
- Lange Straße
- Langermoos
- Am Neusig
- Ringweg
- Rosenhof
- Sandberg
- Schindholzweg
- Weißleite
- Zum Thoracker

### Bus
Fast im Stundentakt fährt tagsüber die OVF-Buslinie 989 die Bushaltestellen Erlau-Kiessling und Erlau-Mühlen nach Bamberg an. Auch der Steigerwald mit den Orten Untersteinbach, Trossenfurt, Grub und Ebelsbach kann mit derselben Buslinie stadtauswärts erreicht werden.

## Persönlichkeiten
Der fränkische Kabarettist und Liedermacher Wolfgang Buck, der 2006 mit dem Frankenwürfel ausgezeichnet wurde, wohnt in der Ortschaft.